# 唐津市 (日本)
唐津市（日语：／ Karatsu shi */?）為位於日本佐賀縣西北部東松浦半島側的港灣都市，也是佐賀縣北部的中心都市。由於過去是日本前往中國的港口，在當時中國被稱為「唐」，因此得到「唐津」之名（津的意思為港）。

## 人口
| 唐津市 (日本)人口分布圖 |                                                      |  |
| 唐津市 (日本)與日本全國年齡別人口分布比較圖 （2005年資料） | 唐津市 (日本)的年齡、男女別人口分布圖 （2005年資料） |  |
| ■紫色是唐津市 (日本) ■綠色是全国 | ■藍色是男性 ■紅色是女性                              |  |
| 唐津市 (日本)人口變化 \| 1970年 \| 141,171人 \| \| \| 1975年 \| 138,572人 \| \| \| 1980年 \| 142,224人 \| \| \| 1985年 \| 142,057人 \| \| \| 1990年 \| 139,888人 \| \| \| 1995年 \| 137,436人 \| \| \| 2000年 \| 134,144人 \| \| \| 2005年 \| 131,116人 \| \| \| 2010年 \| 126,926人 \| \| \| 2015年 \| 122,785人 \| \| \| 2020年 \| 117,373人 \| \| |                                                      |  |
| 資料來源：日本總務省統計中心提供之人口普查數據 |                                                      |  |
| 1970年 | 141,171人                                            |  |
| 1975年 | 138,572人                                            |  |
| 1980年 | 142,224人                                            |  |
| 1985年 | 142,057人                                            |  |
| 1990年 | 139,888人                                            |  |
| 1995年 | 137,436人                                            |  |
| 2000年 | 134,144人                                            |  |
| 2005年 | 131,116人                                            |  |
| 2010年 | 126,926人                                            |  |
| 2015年 | 122,785人                                            |  |
| 2020年 | 117,373人                                            |  |

## 歷史
唐津地區的歷史最早可以追溯到繩文時代，在現在的市區西側的菜畑地區就發現有水稻耕作的遺跡；而中國魏志倭人傳中記載的末盧國，也被確認是存在於3世紀，位於唐津市靠東松浦半島附近的地區。
7世紀時，加部島成為遣唐使離開日本前的停泊港，島上的田島神社也成為祈禱航海平安的地方。
平安時代開始屬於肥前國松浦郡的一部份，並受到松浦黨的控制。
1591年豐臣秀吉發起萬曆朝鮮戰爭時，在此建立名護屋城，成為進軍朝鮮半島補給與聯繫的根據地。
1593年，由寺澤廣高統治唐津藩，1647年因寺澤家無繼承人成為幕府直轄之天嶺；1649年後重新分封給大久保忠職，後又多次變更改封給松平家、土井家、水野家、小笠原家。
1871年廢藩置縣後，唐津藩改設為唐津縣，後又經過多次整合之後，最後在1883年成為佐賀縣的一部份。

### 年表
- 1889年4月1日：實施町村制，現在的轄區在當時分屬：東松浦郡入野村、打上村、相知村、大村、鬼塚村、鏡村、唐津町、唐津村、北波多村、嚴木村、久里村、佐志村、名古屋村、七山村、濱崎村、滿島村、湊村、呼子村及切木村的部分地區。
- 1896年7月28日：大村改名為玉島村。
- 1922年1月1日：名古屋村改名為名護屋村。
- 1922年7月1日：濱崎村改制為濱崎町。
- 1924年1月1日 - 滿島村被併入唐津町。
- 1928年8月1日：呼子村改制為呼子町。
- 1931年2月1日 - 唐津村被併入唐津町。
- 1932年1月1日： 唐津町改制為唐津市。
- 1935年9月1日：
  - 相知村改制為相知町。
  - 佐志村改制為佐志町。
- 1941年11月3日：佐志町被併入唐津市。
- 1952年5月3日：嚴木村改制為嚴木町。
- 1954年11月1日：鏡村、久里村、鬼塚村、湊村被併入唐津市。
- 1955年：北波多村的部分地區被併入唐津市。
- 1956年9月30日：
  - 濱崎町和玉島村合併為濱崎玉島町。
  - 名護屋村和打上村合併為鎮西町。
- 1958年1月1日：切木村的大良地區被併入唐津市，切木村的其餘地區分別併入玄海町與入野村，入野村同時改制並改名為肥前町。
- 1966年11月1日：浜崎玉島町改名為濱玉町。
- 2005年1月1日：唐津市與濱玉町、嚴木町、相知町、北波多村、肥前町、鎮西町、呼子町合併為新設置的唐津市。[3]
- 2006年1月1日：七山村被併入唐津市。

### 變遷表
| 1889年以前                | 1889年4月1日 | 1889年 - 1944年             | 1889年 - 1944年             | 1945年 - 1959年                 | 1960年 - 1989年            | 1989年 - 現在           | 現在                 |
| ------------------------- | ------------ | --------------------------- | --------------------------- | ------------------------------- | -------------------------- | ----------------------- | -------------------- |
|                           | 七山村       | 七山村                      | 七山村                      | 七山村                          | 七山村                     | 2006年1月1日 併入唐津市 | 唐津市               |
|                           | 唐津町       | 唐津町                      | 1932年1月1日 唐津市         | 唐津市                          | 唐津市                     | 2005年1月1日 唐津市     | 唐津市               |
|                           | 滿島村       | 1924年1月1日 併入唐津町     | 1932年1月1日 唐津市         | 唐津市                          | 唐津市                     | 2005年1月1日 唐津市     | 唐津市               |
|                           | 唐津村       | 1931年2月1日 併入唐津町     | 1932年1月1日 唐津市         | 唐津市                          | 唐津市                     | 2005年1月1日 唐津市     | 唐津市               |
|                           | 佐志村       | 1935年9月1日 改制為佐志町   | 1941年11月3日 併入唐津市    | 唐津市                          | 唐津市                     | 2005年1月1日 唐津市     | 唐津市               |
|                           | 鬼塚村       | 鬼塚村                      | 鬼塚村                      | 1954年11月1日 併入唐津市        | 唐津市                     | 2005年1月1日 唐津市     | 唐津市               |
|                           | 湊村         |                             |                             | 1954年11月1日 併入唐津市        | 唐津市                     | 2005年1月1日 唐津市     | 唐津市               |
|                           | 鏡村         |                             |                             | 1954年11月1日 併入唐津市        | 唐津市                     | 2005年1月1日 唐津市     | 唐津市               |
|                           | 久里村       |                             |                             | 1954年11月1日 併入唐津市        | 唐津市                     | 2005年1月1日 唐津市     | 唐津市               |
|                           | 相知村       | 相知村                      | 1935年9月1日 相知町         | 1935年9月1日 相知町             | 1935年9月1日 相知町        | 2005年1月1日 唐津市     | 唐津市               |
|                           | 嚴木村       | 嚴木村                      | 嚴木村                      | 1952年5月3日 嚴木町             | 1952年5月3日 嚴木町        | 2005年1月1日 唐津市     | 唐津市               |
|                           | 名古屋村     | 1922年1月1日 改名為名護屋村 | 1922年1月1日 改名為名護屋村 | 1956年9月30日 鎮西町            | 1956年9月30日 鎮西町       | 2005年1月1日 唐津市     | 唐津市               |
|                           | 打上村       |                             |                             | 1956年9月30日 鎮西町            | 1956年9月30日 鎮西町       | 2005年1月1日 唐津市     | 唐津市               |
|                           | 濱崎村       | 1922年7月1日 改制為濱崎町   | 1922年7月1日 改制為濱崎町   | 1956年9月30日 濱崎玉島町        | 1966年11月1日 改名為濱玉町 | 2005年1月1日 唐津市     | 唐津市               |
|                           | 大村         | 1896年7月28日 改名為玉島村  | 1896年7月28日 改名為玉島村  | 1956年9月30日 濱崎玉島町        | 1966年11月1日 改名為濱玉町 | 2005年1月1日 唐津市     | 唐津市               |
|                           | 呼子村       | 1928年8月1日 呼子町         | 1928年8月1日 呼子町         | 1928年8月1日 呼子町             | 1928年8月1日 呼子町        | 2005年1月1日 唐津市     | 唐津市               |
|                           | 北波多村     |                             |                             |                                 |                            | 2005年1月1日 唐津市     | 唐津市               |
|                           | 入野村       | 入野村                      | 入野村                      | 1958年1月1日 改制並改名為肥前町 | 肥前町                     | 2005年1月1日 唐津市     | 唐津市               |
|                           | 切木村       | 切木村                      | 切木村                      | 1957年12月31日 併入入野村       | 肥前町                     | 2005年1月1日 唐津市     | 唐津市               |
| 1957年12月31日 併入唐津市 | 切木村       | 切木村                      | 切木村                      |                                 |                            | 2005年1月1日 唐津市     | 唐津市               |
| 1957年12月31日 併入玄海町 | 切木村       | 切木村                      | 切木村                      | 玄海町                          | 玄海町                     | 玄海町                  |                      |
|                           | 有浦村       | 有浦村                      | 有浦村                      | 玄海町                          | 玄海町                     | 玄海町                  | 1956年9月30日 玄海町 |
|                           | 値賀村       |                             |                             | 玄海町                          | 玄海町                     | 玄海町                  | 1956年9月30日 玄海町 |

## 交通

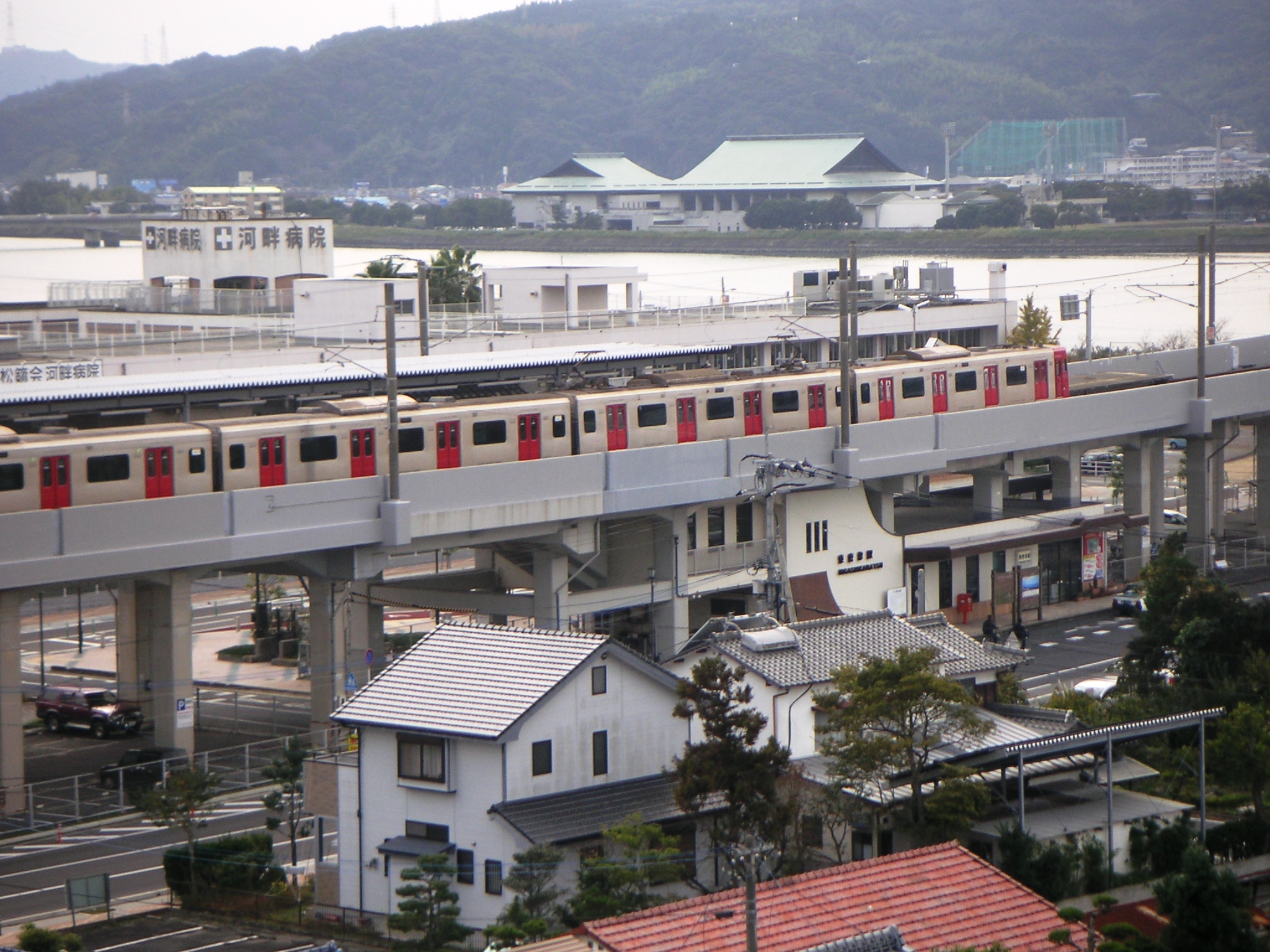
東唐津車站

唐津市與佐賀機場與福岡機場兩機場的距離差異不大，其中福岡機場可經由筑肥線及福岡市地下鐵直達。

### 鐵路
- 九州旅客鐵道
  - 唐津線：嚴木車站 - 岩屋車站 - 相知車站 - 本牟田部車站 - 山本車站 - 鬼塚車站 - 唐津車站 - 西唐津車站
  - 筑肥線：濱崎車站 - 虹之松原車站 - 東唐津車站 - 和多田車站 - 唐津車站 - （唐津線） - 山本車站 - 肥前久保車站 - 西相知車站 - 佐里車站

### 道路
高速道路
- 西九州自動車道：濱玉交流道 - 唐津交流道 - 千千賀山田交流道 - 北波多交流道

### 港口
- 唐津港

## 觀光資源

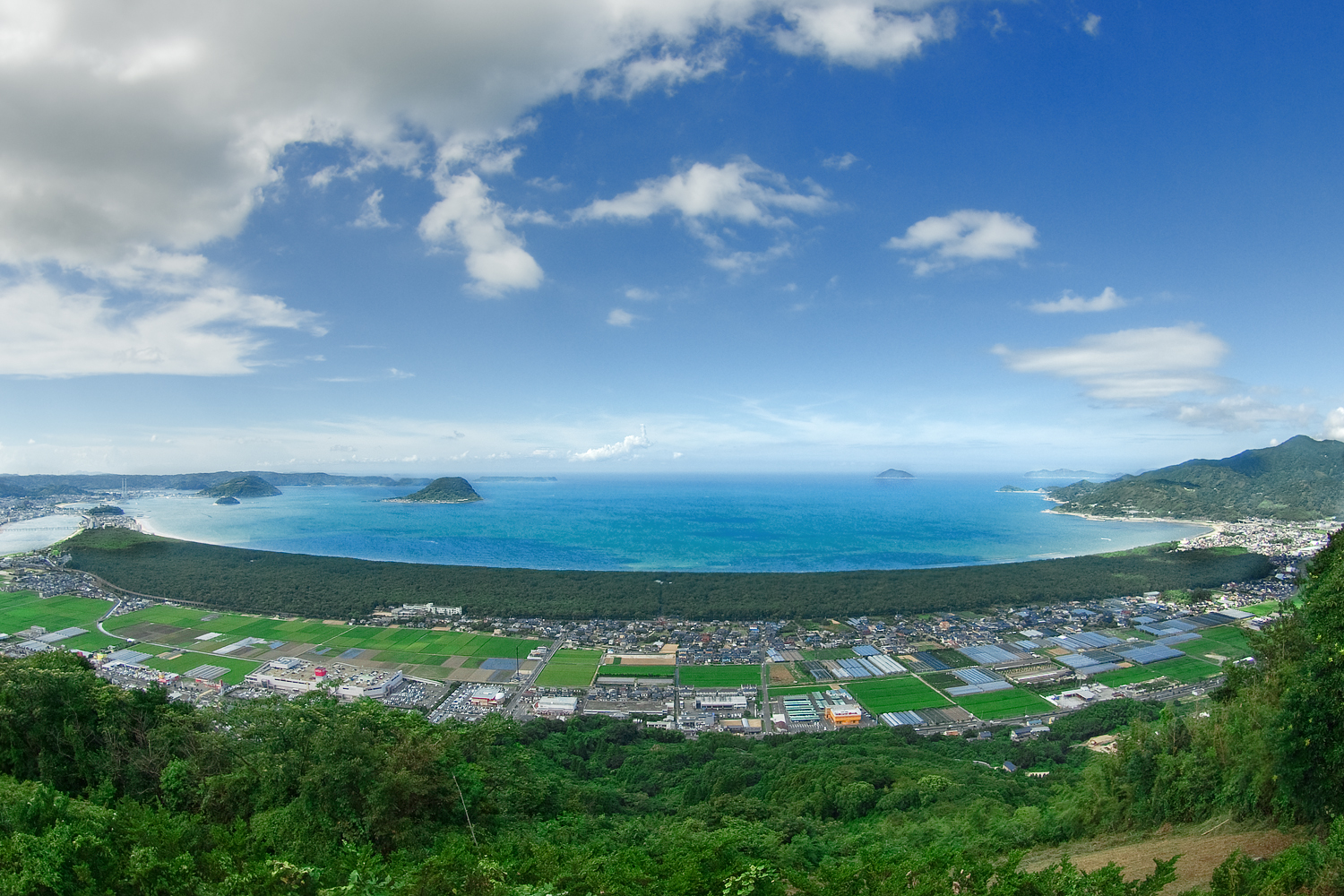
虹之松原

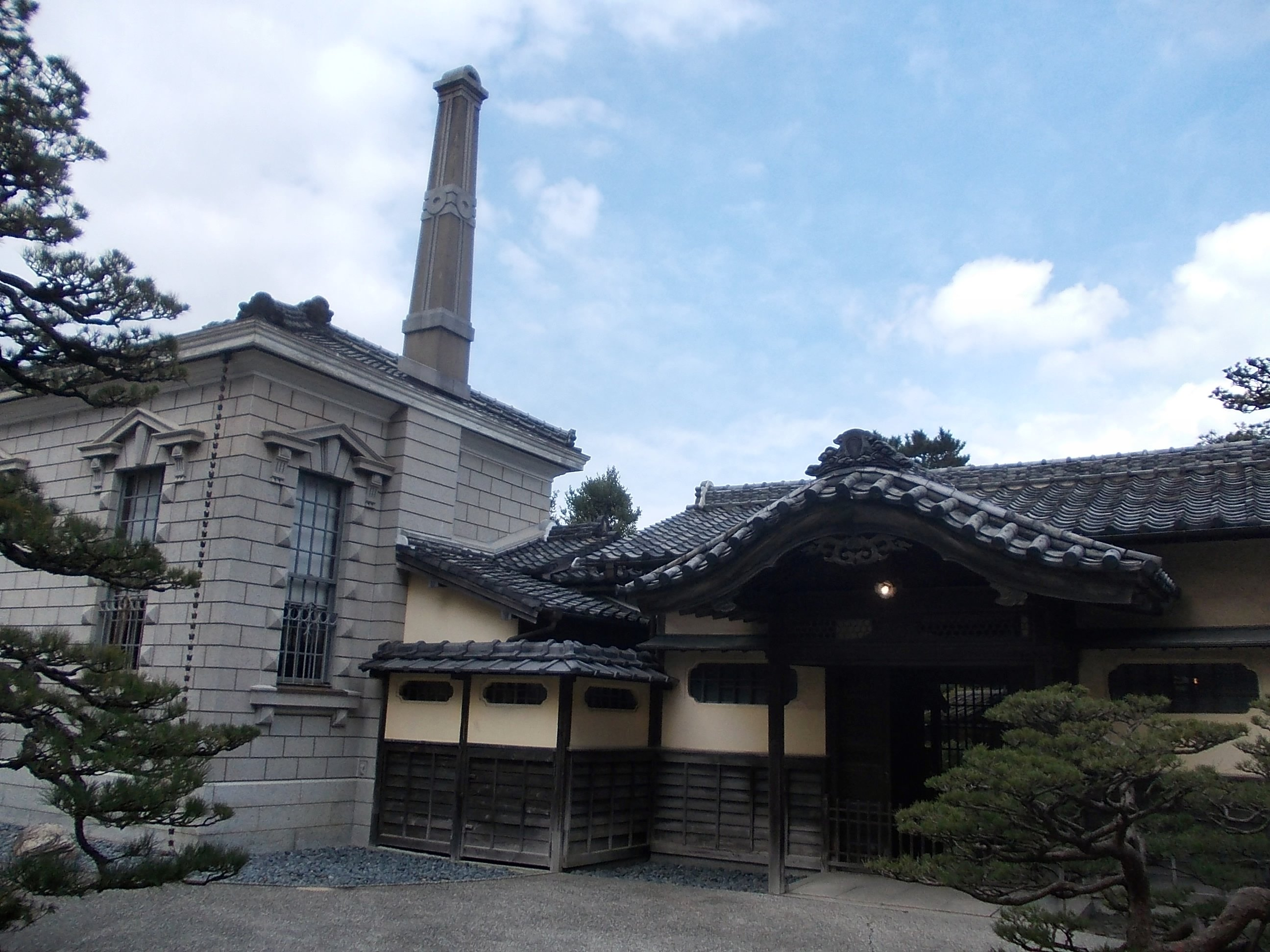
舊高取家住宅

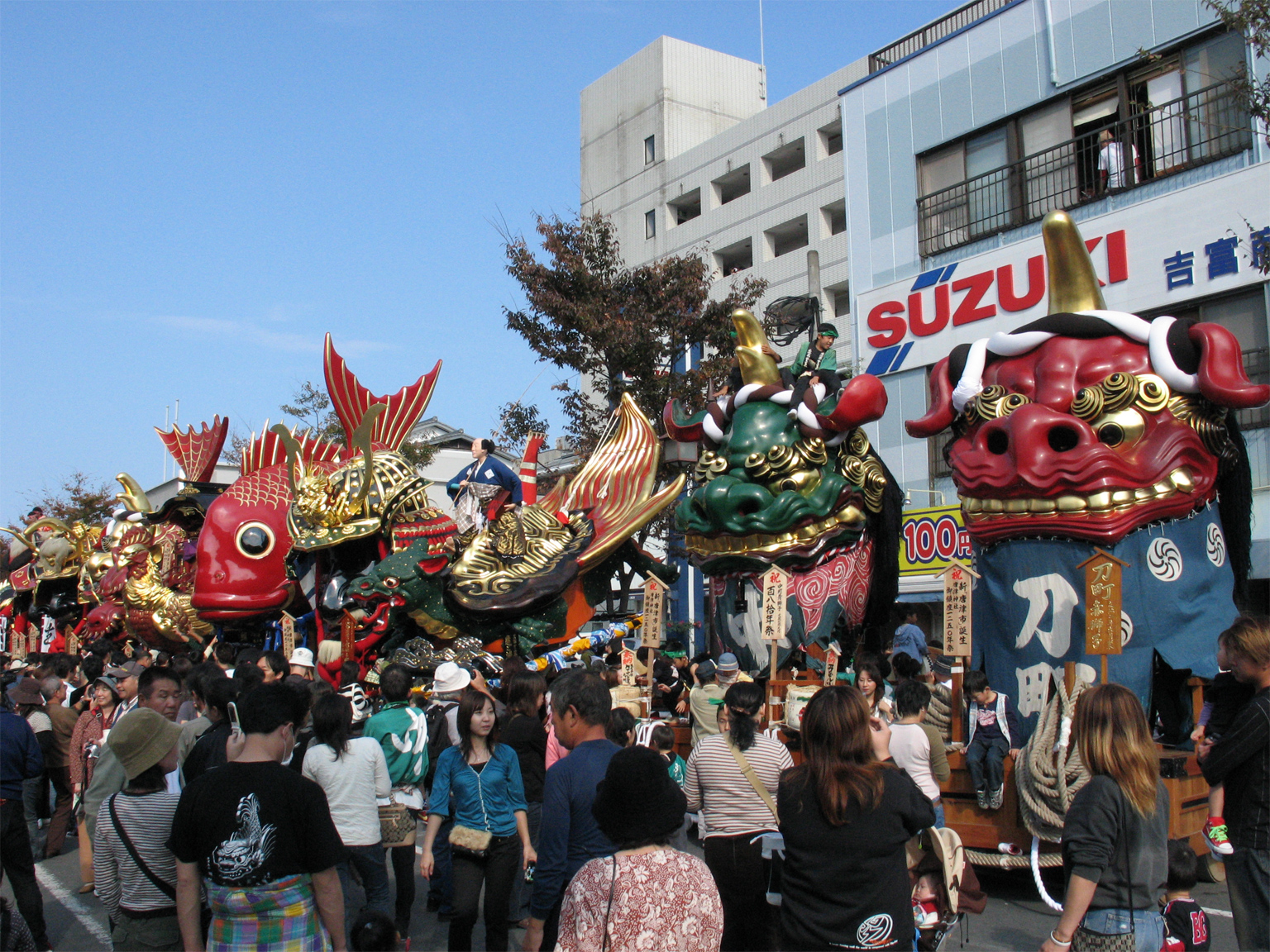
唐津くんち的曳山

景點

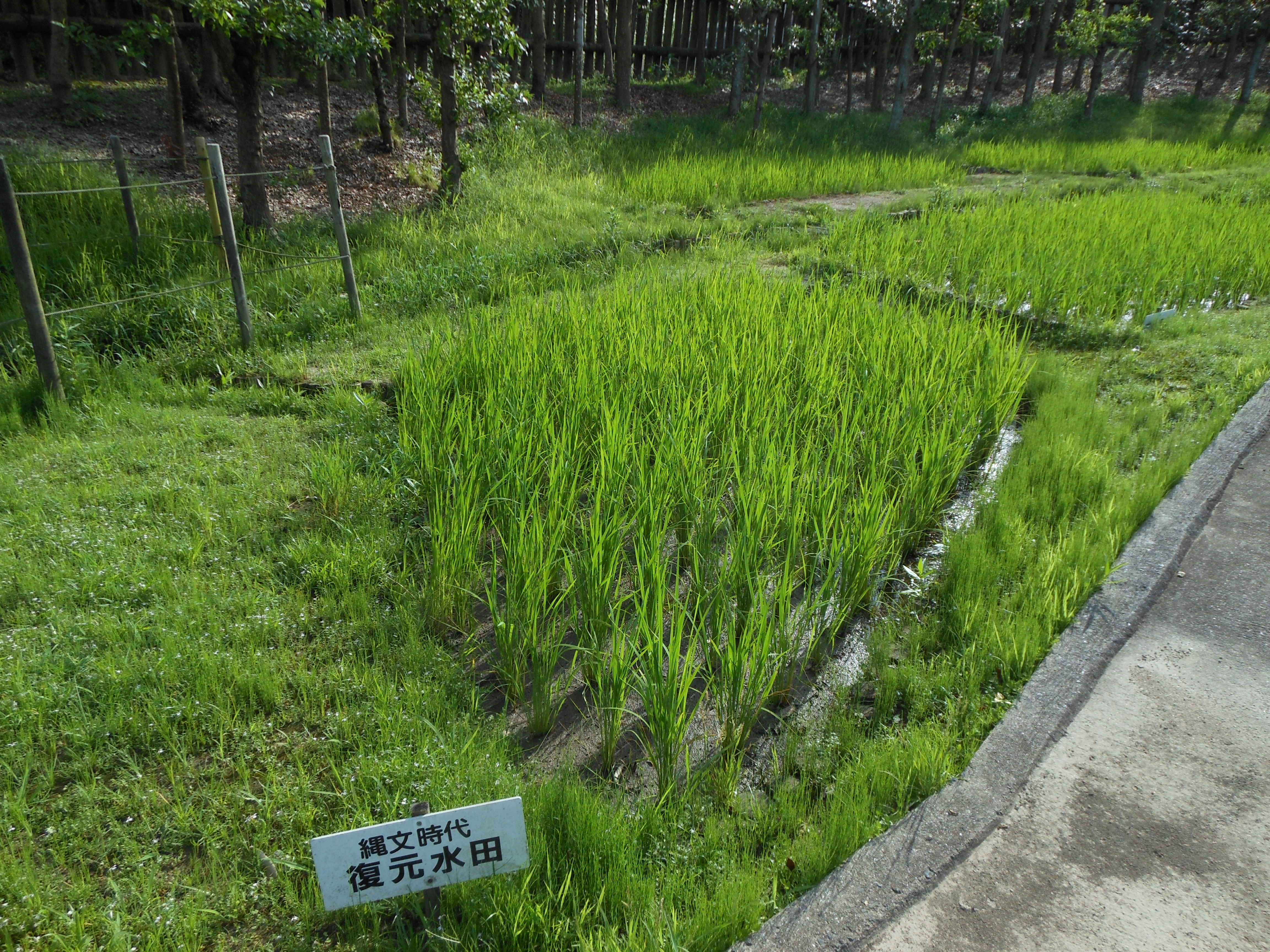
菜畑遺跡
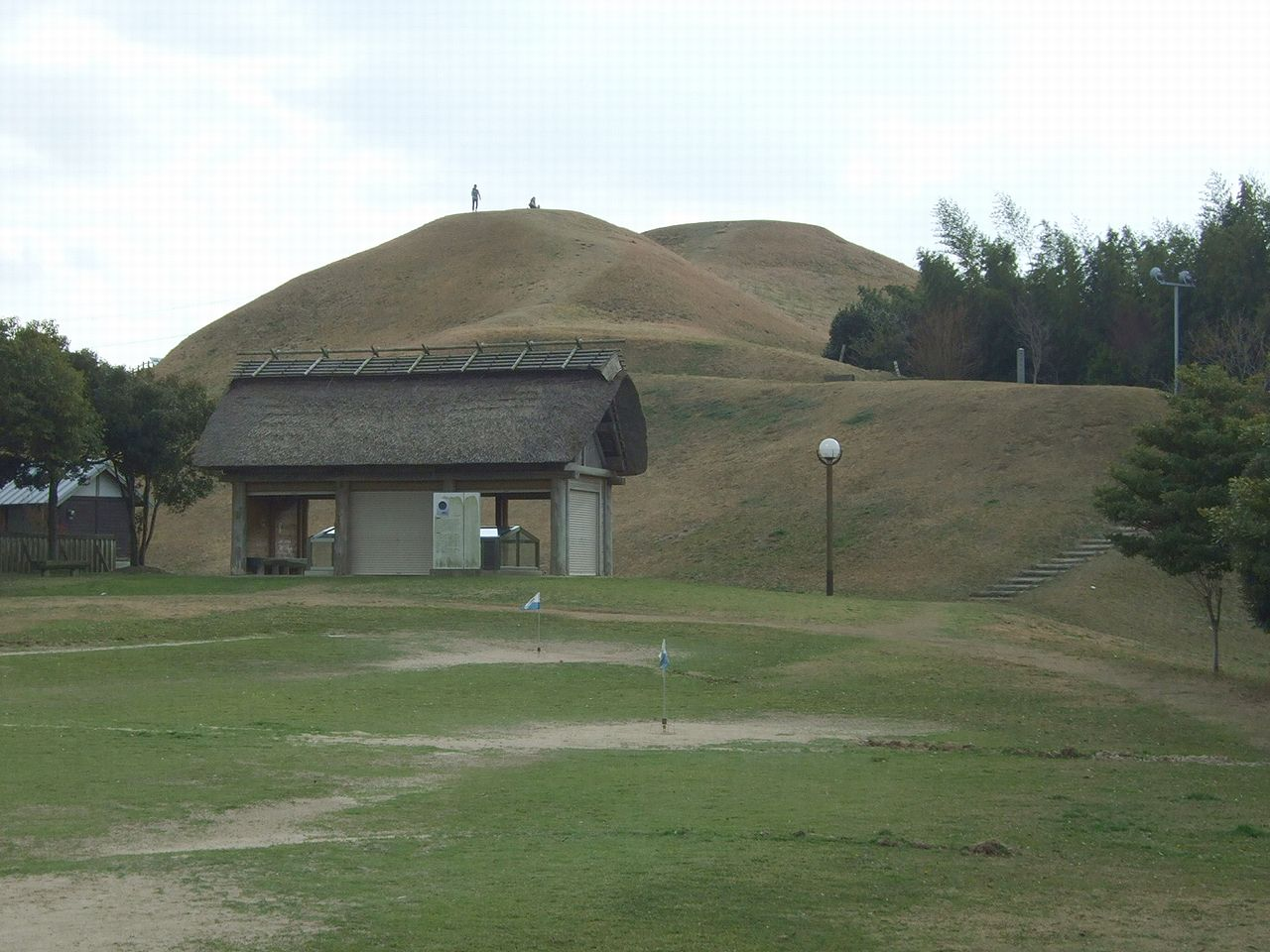
久里雙水古墳
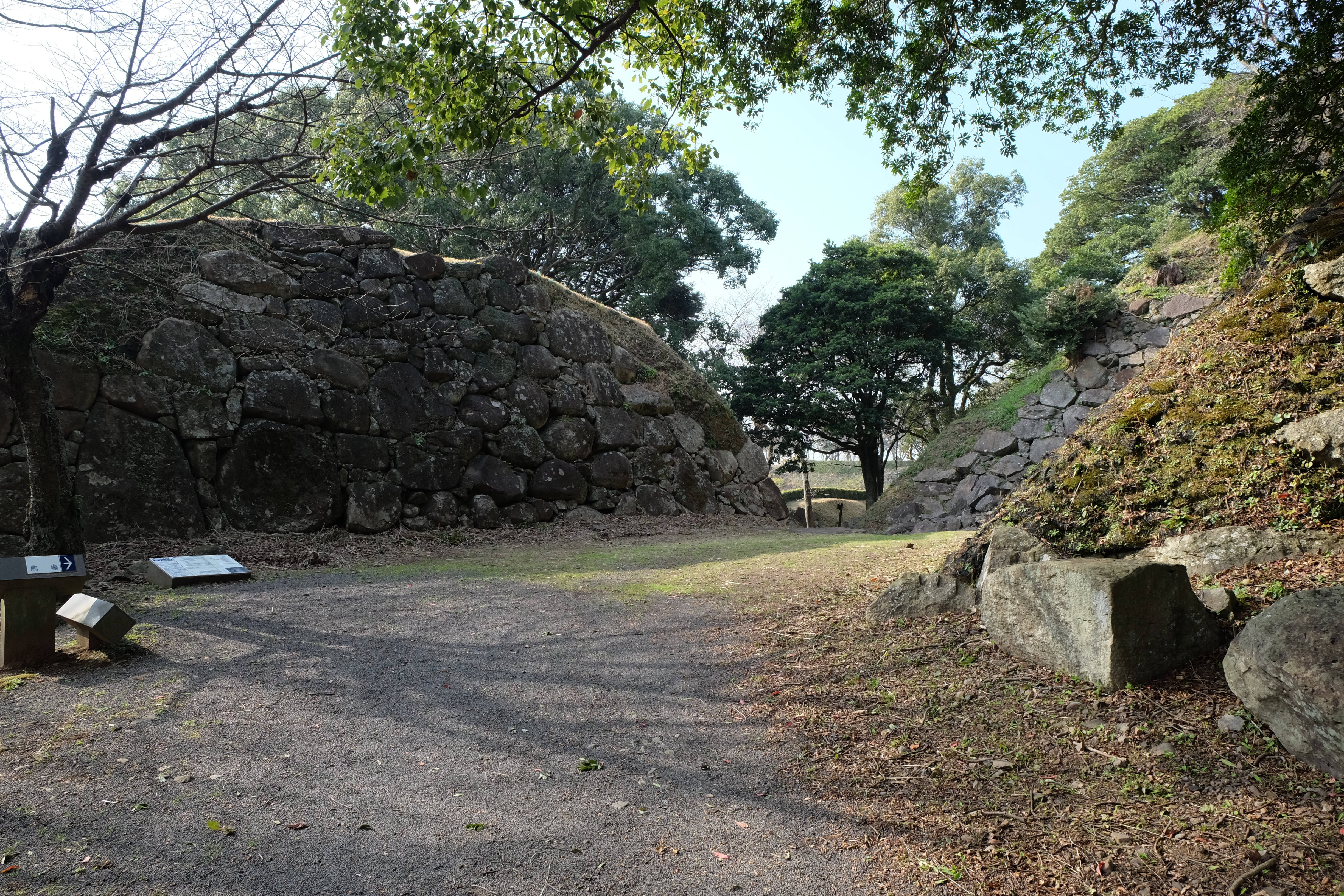
名護屋城遺跡
- 岸岳城遺跡
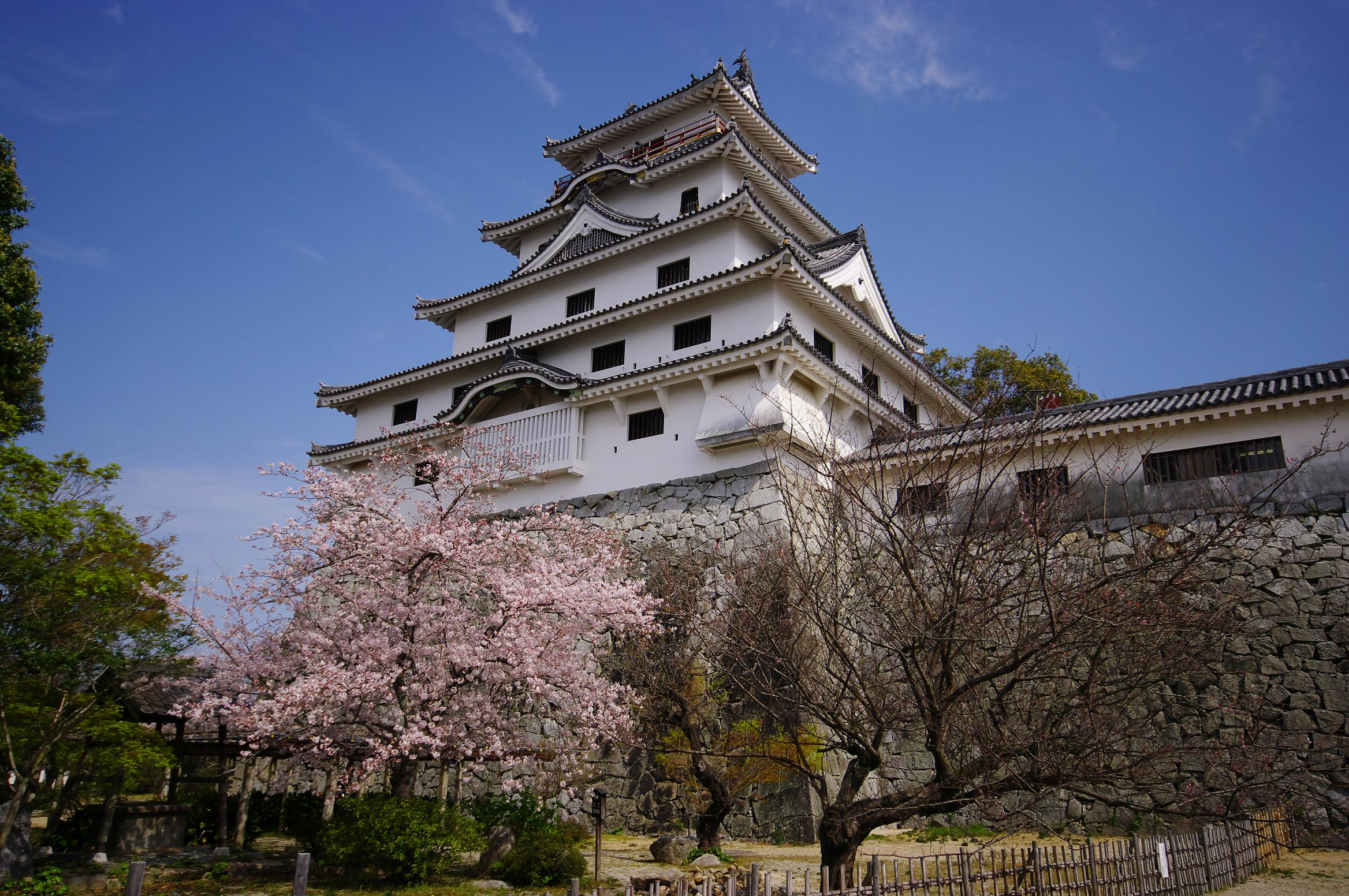
唐津城
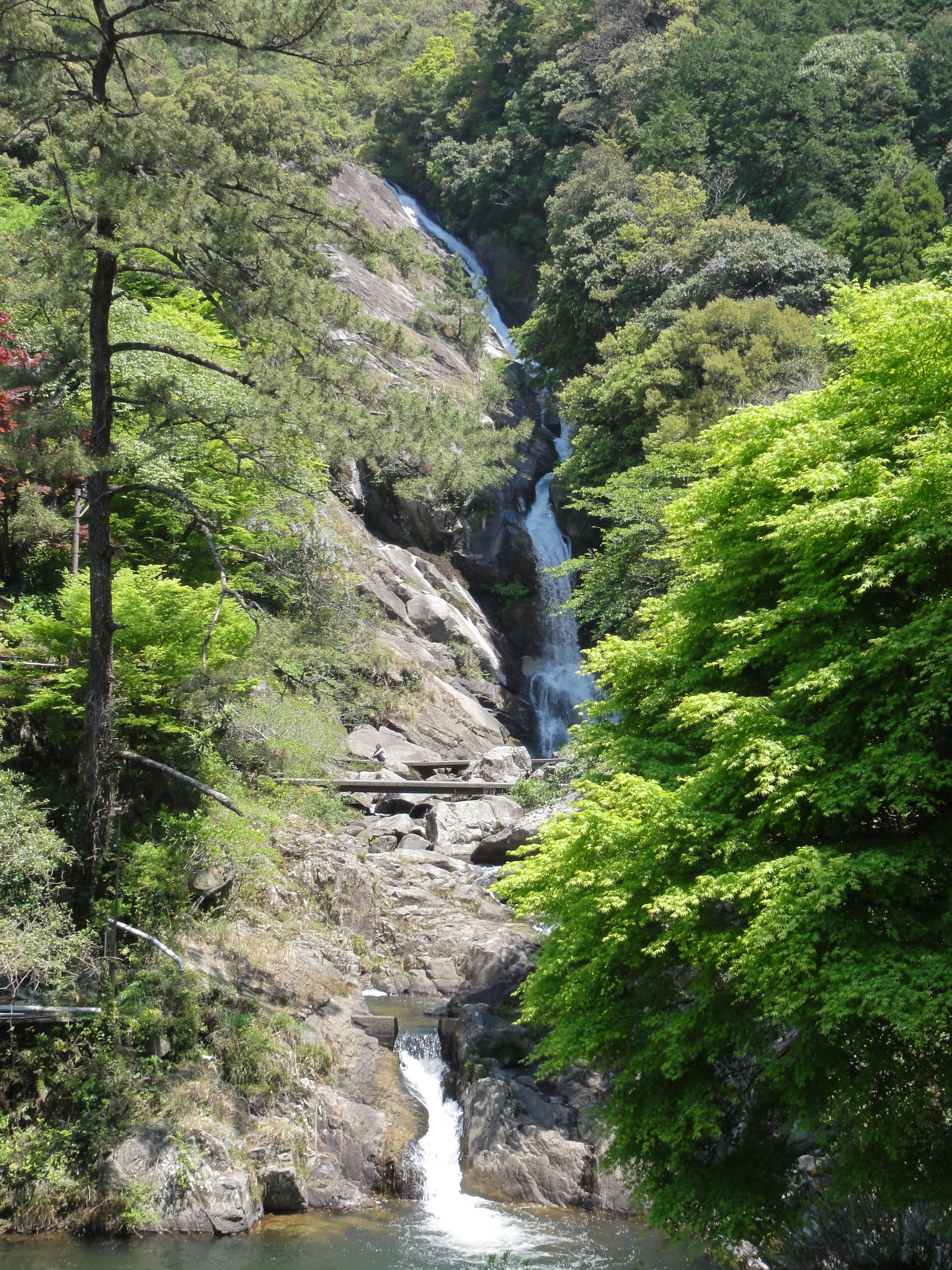
見歸乃滝
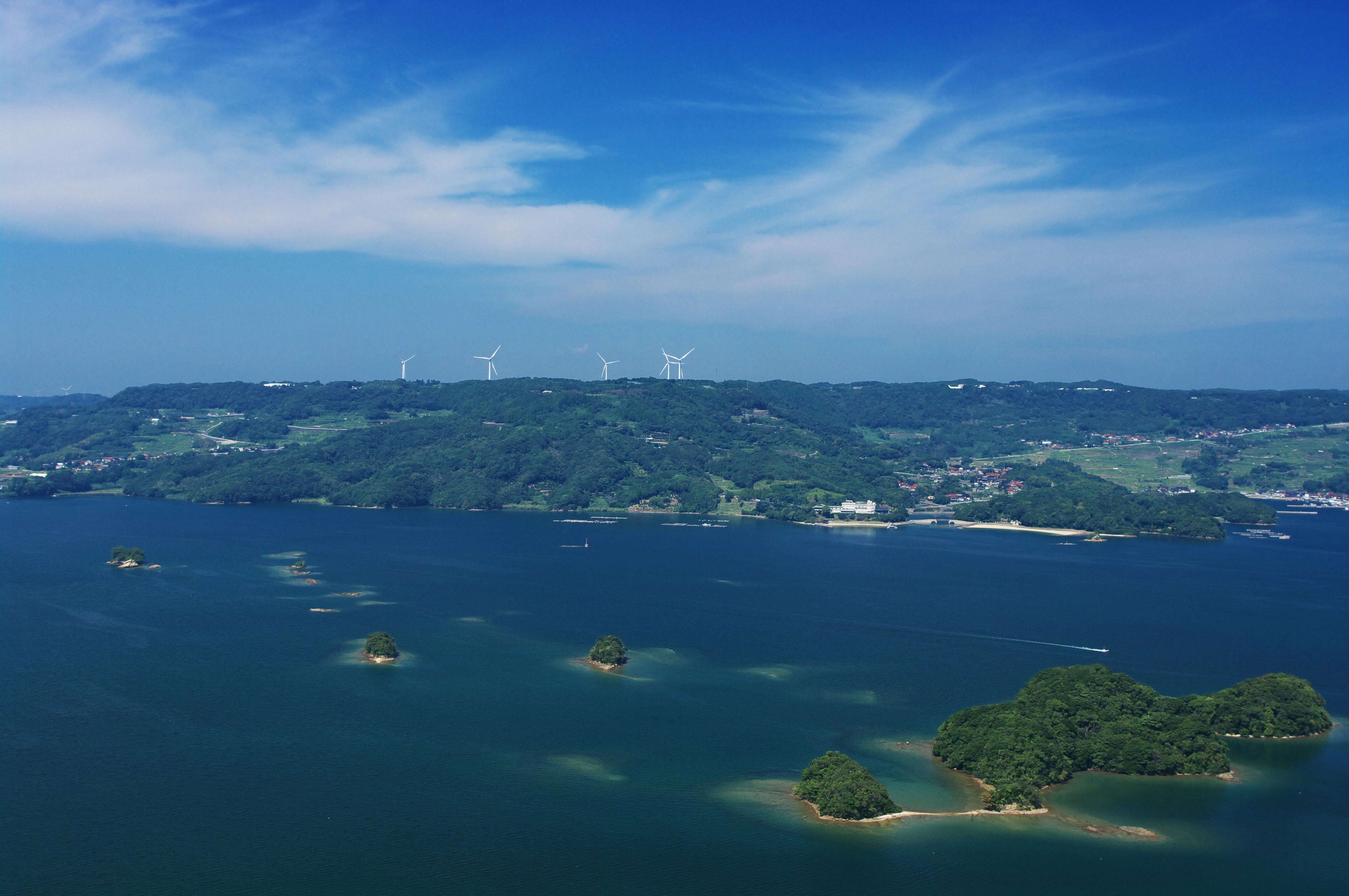
伊呂波島
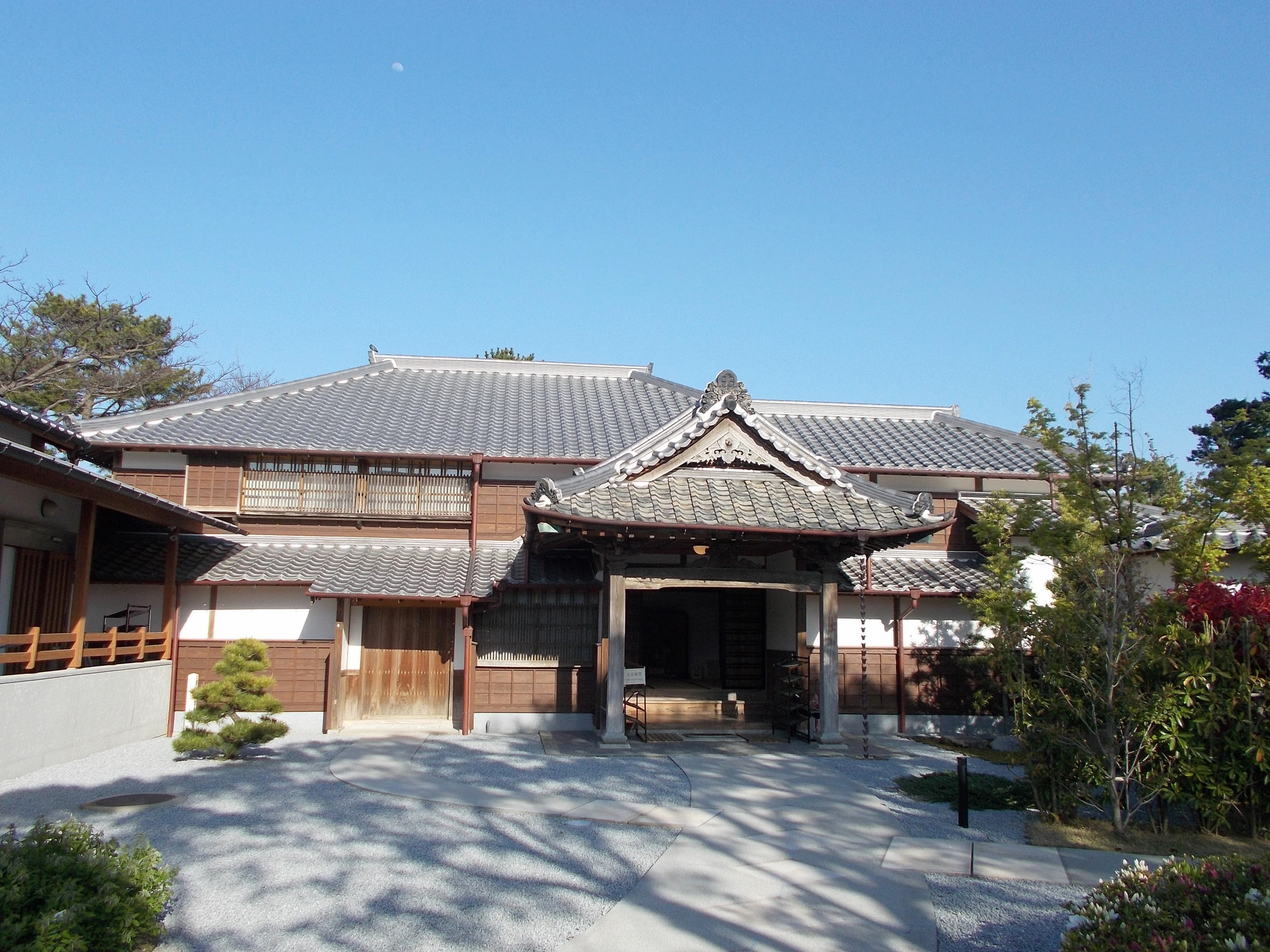
舊高取家住宅（高取伊好宅邸）
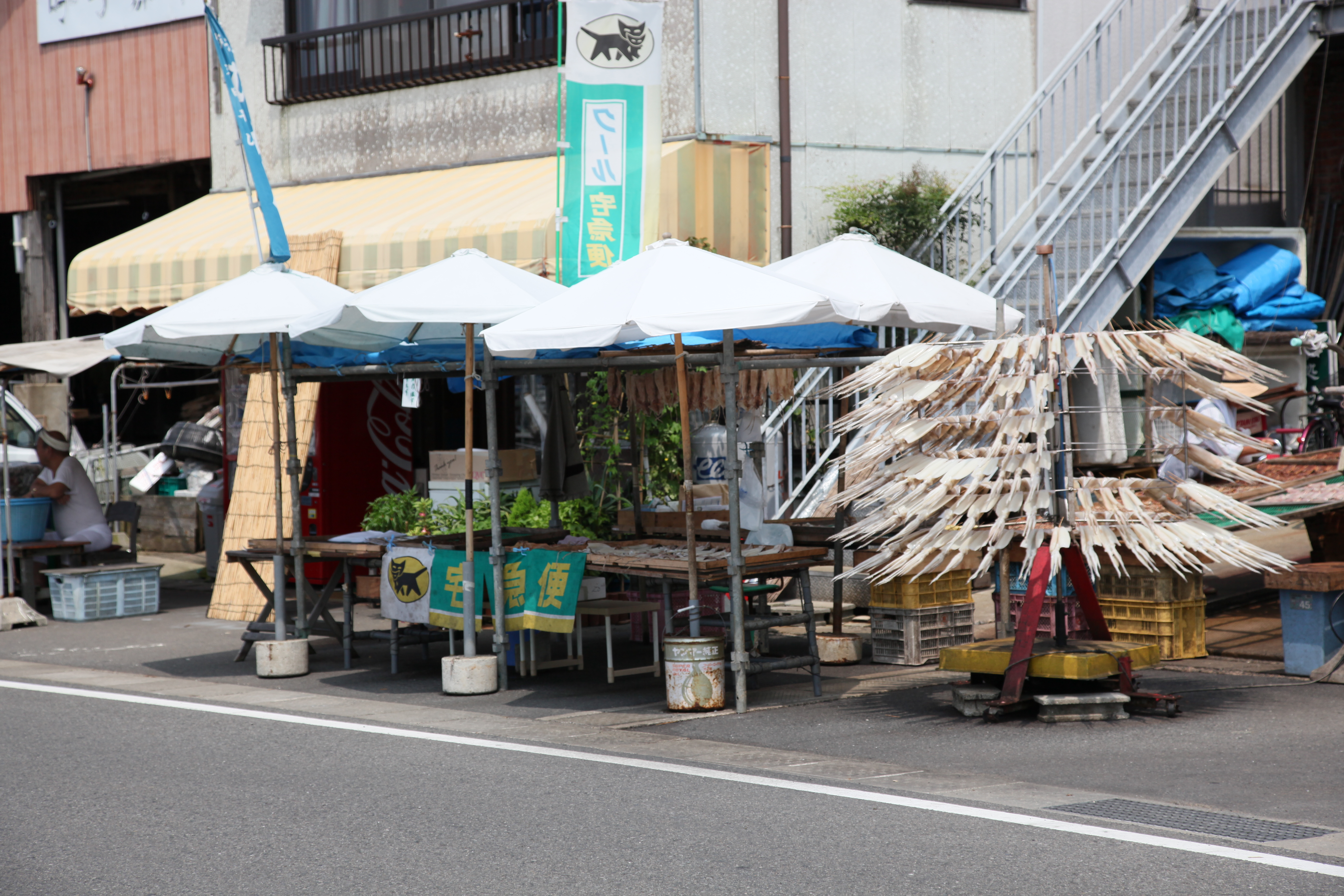
呼子朝市
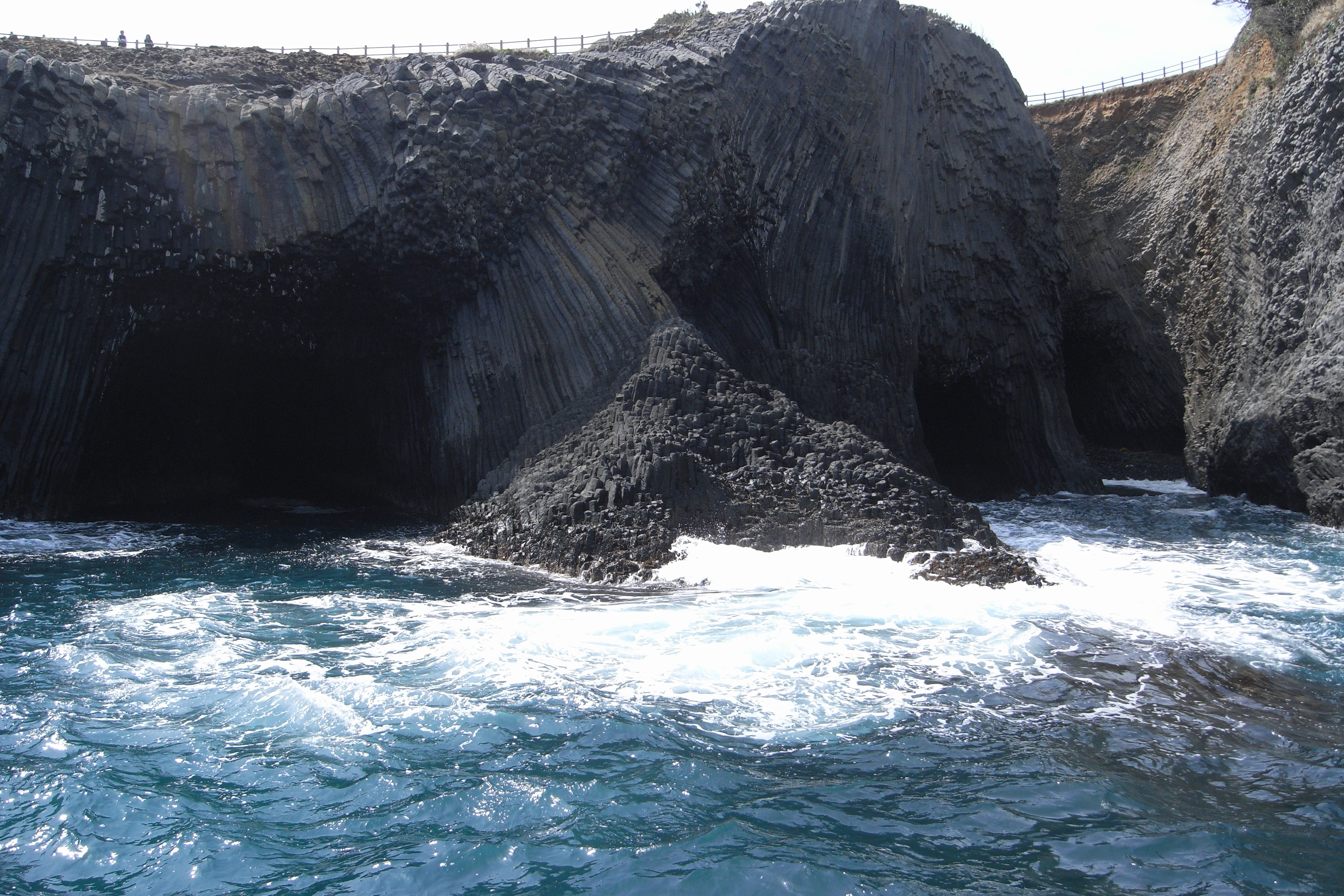
七つ釜
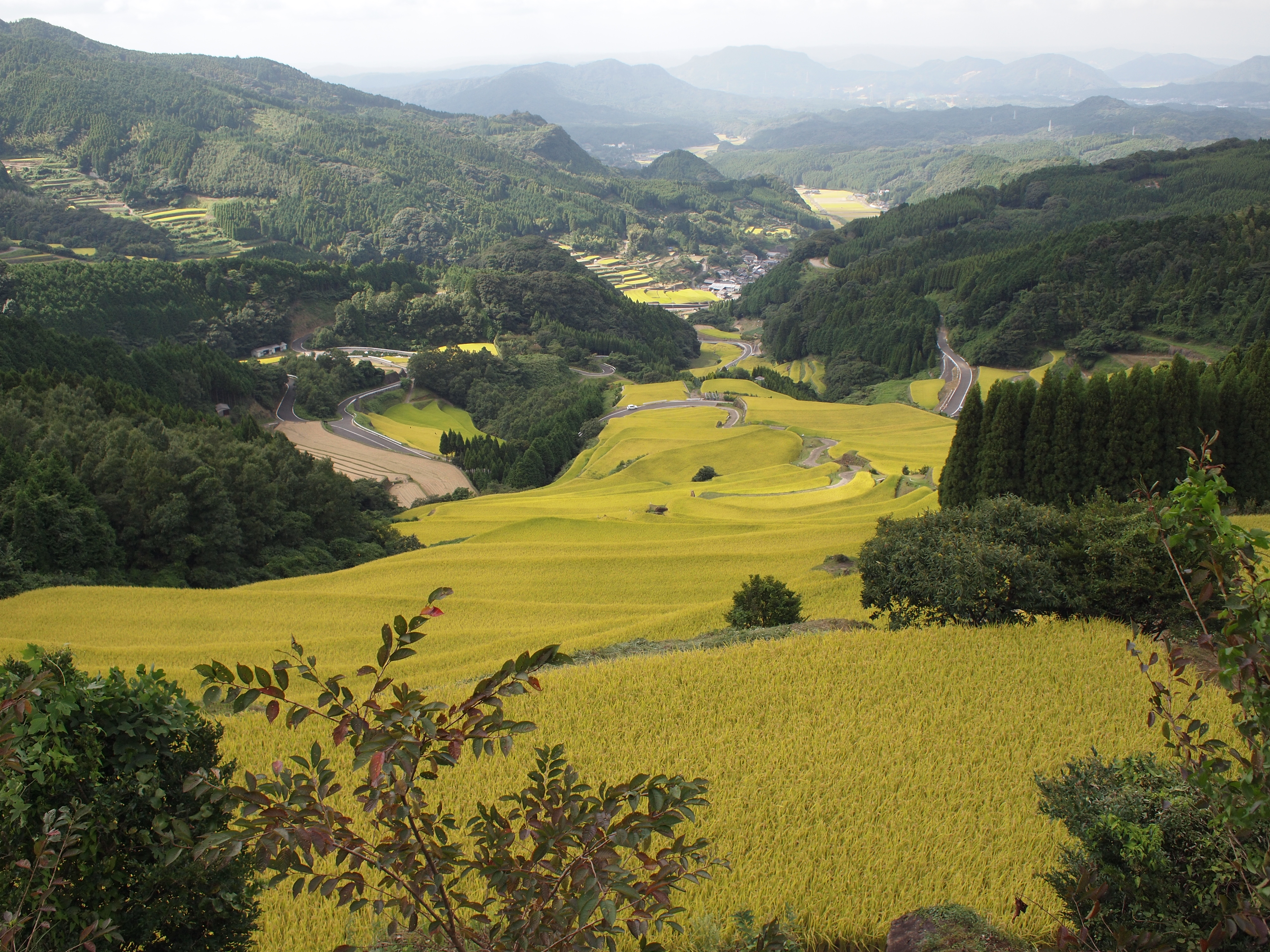
蕨野乃棚田
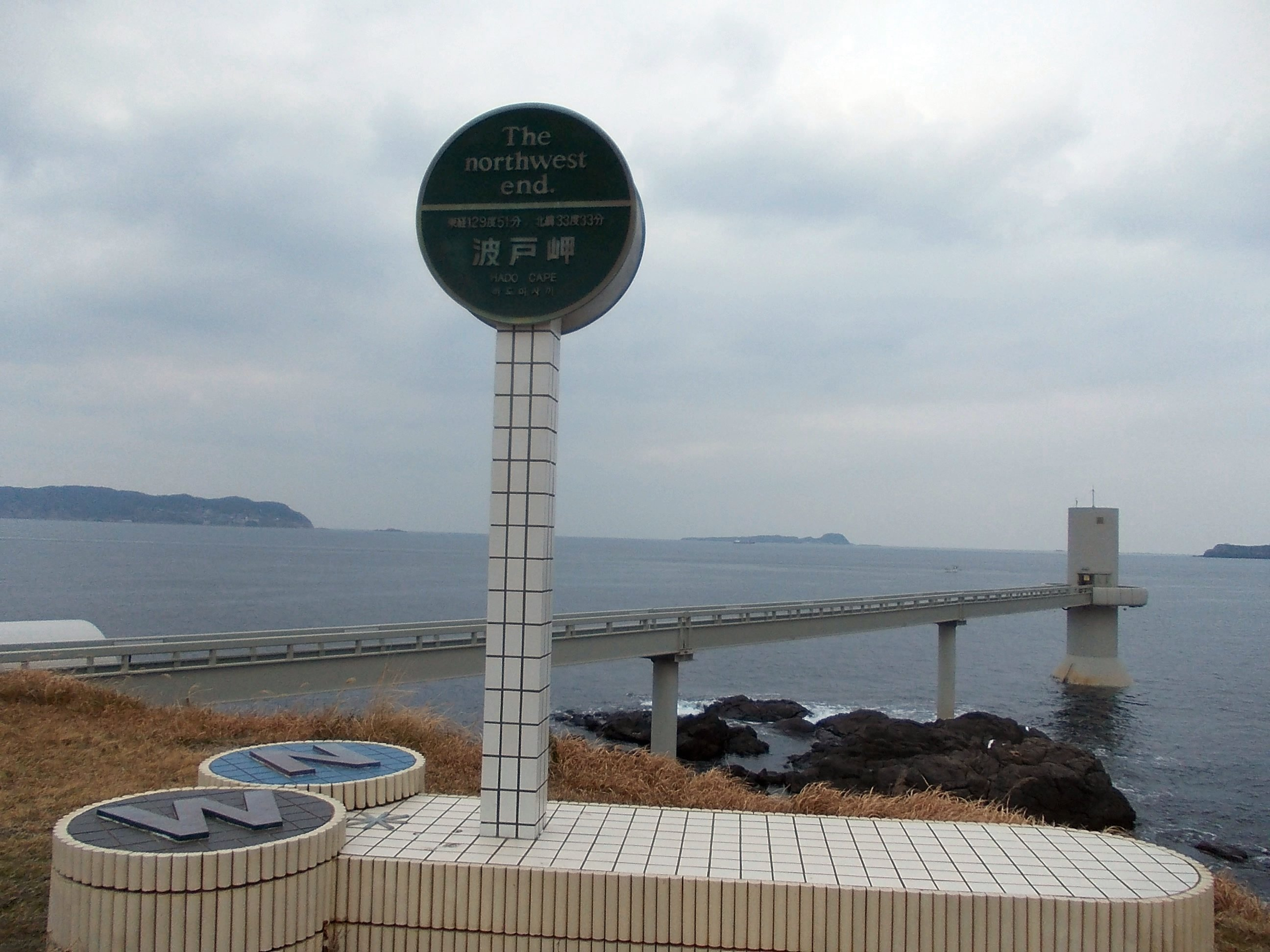
波戶岬
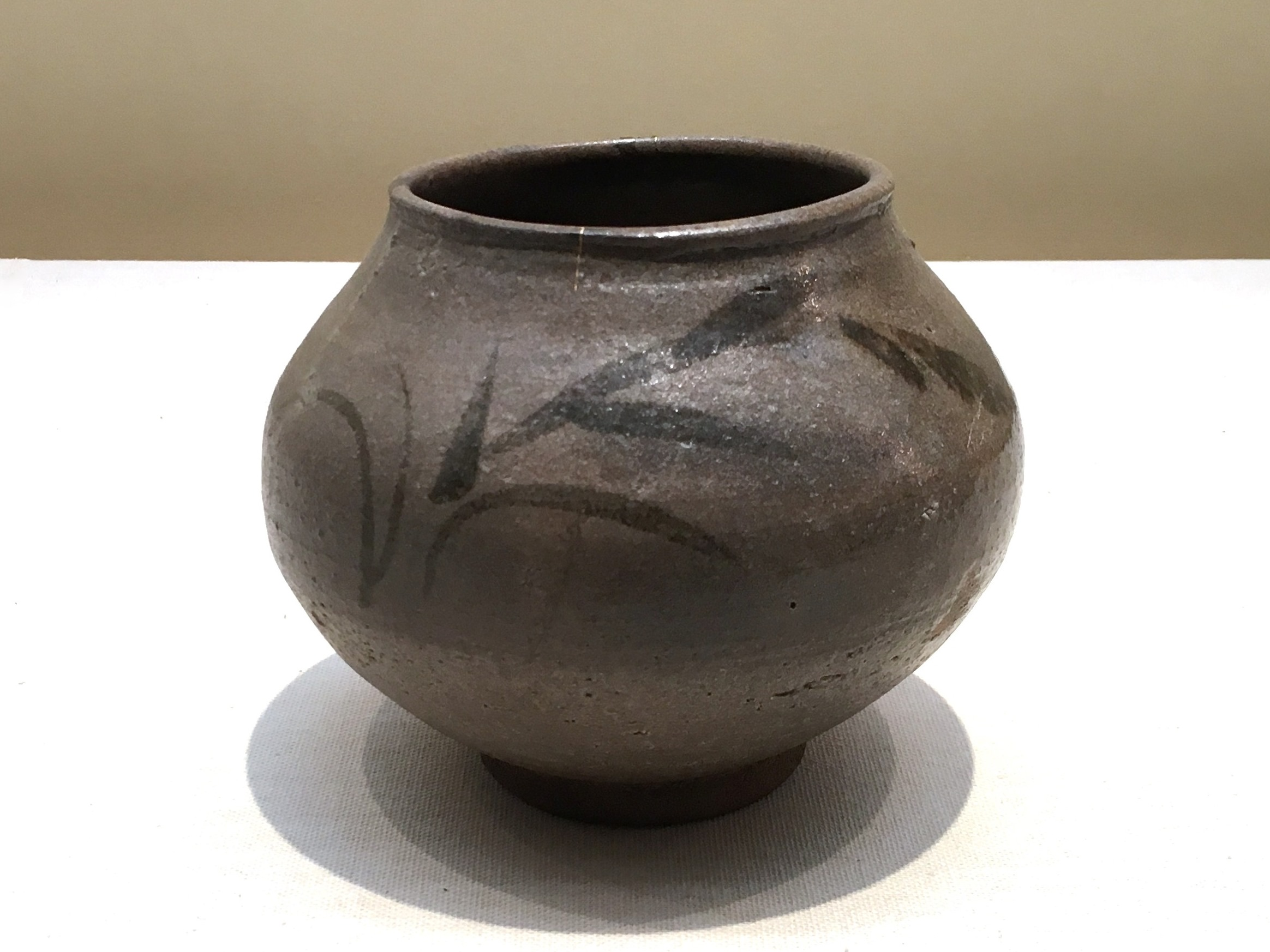
唐津燒
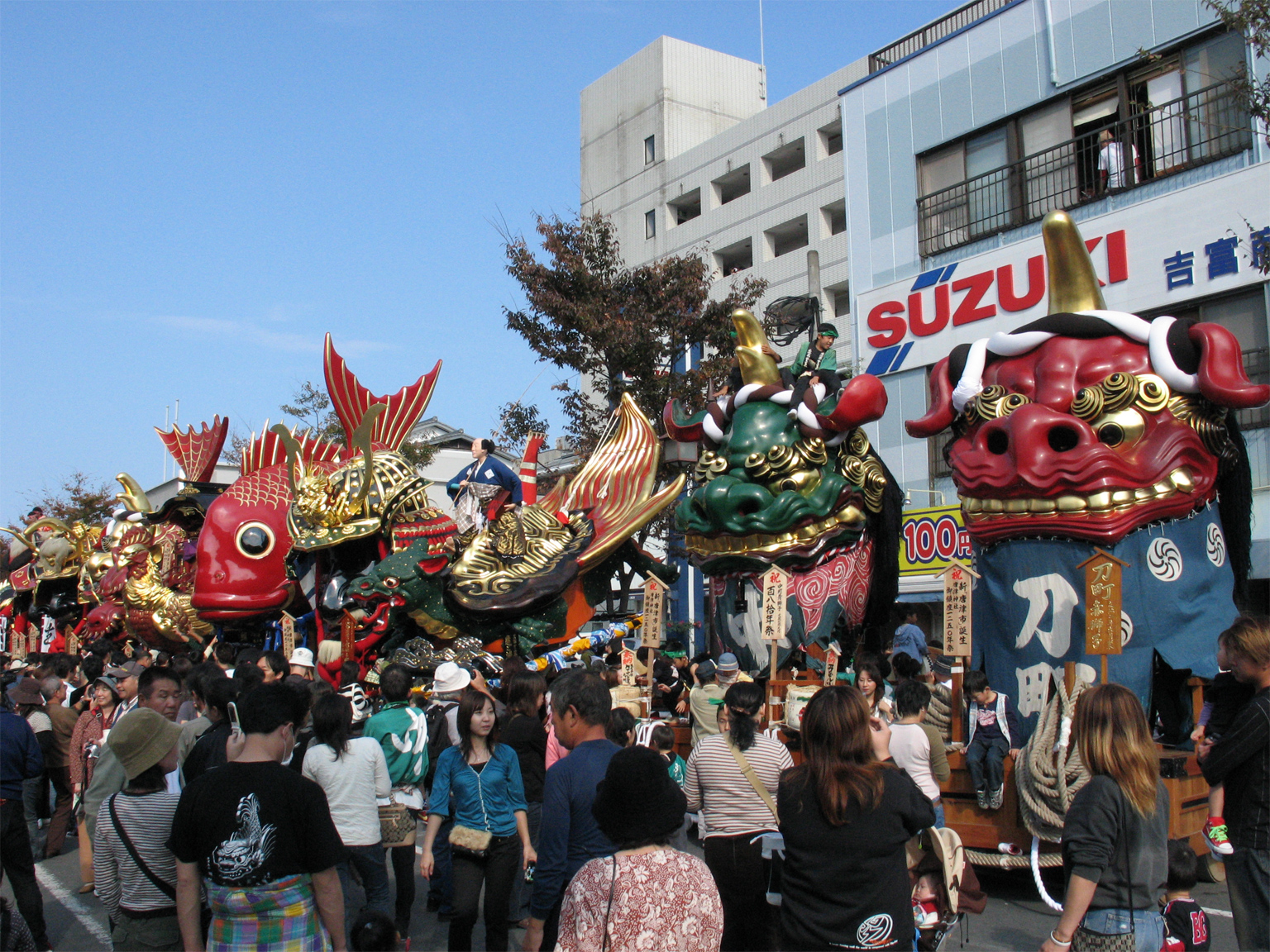
唐津九日

- 虹之松原
- 観音瀑布（日本瀑布百選之一）
- 樫原濕原

祭典
- 呼子大綱引：6月第1個週末
- 星賀八幡神社秋祭（星賀山笠）：10月下旬
- 唐津くんち：11月2日-11月4日
- 伊呂波祭：11月第2二個週末

- 菜畑遺跡
- 久裏雙水古墳
- 名護屋城
- 唐津城
- 見歸乃滝
- 伊呂波島
- 舊大島邸
- 呼子朝市
- 七つ釜
- 蕨野乃棚田
- 波戶岬
- 唐津燒
- 唐津九日

## 教育
大學
- 佐賀大學海濱台地生物生產研究中心
- 佐賀大學合宿研究所

高等學校
- 佐賀縣立唐津東高等學校
- 佐賀縣立唐津西高等學校
- 佐賀縣立唐津南高等學校
- 佐賀縣立唐津商業高等學校
- 佐賀縣立唐津工業高等學校
- 佐賀縣立嚴木高等學校
- 早稻田佐賀高等學校（預定於2010年開始招生）

專門学校
- 國立唐津海上技術學校

特殊學校
- 佐賀縣立北部養護學校

## 姊妹、友好都市

### 日本
- 苓北町（熊本縣天草郡）：於1994年10月29日締結為姊妹都市

### 海外
- 揚州市（中華人民共和國江蘇省）：於1982年2月22日締結為友好都市
- 麗水市（大韓民國全羅南道）：於1982年3月5日締結為姊妹都市
- 西歸浦市（大韓民國濟州道）：於1994年9月14日締結為姊妹都市

## 唐津市出身的名人
經濟、產業
- 曾禰達藏：建築家
- 竹田陽一：企業家
- 辰野金吾：建築家
- 村野籐吾：建築家

政治
- 奧村五百子：幕末至明治時期的女權運動家
- 廣津素子：政治家
- 古川康：政治家
- 保利茂：政治家、吉田茂內閣之官房長官
- 水野忠邦：大老、唐津藩出身

體育
- 荒海昇太：相撲力士
- 唐津海誠二：相撲力士
- 木塚忠助 ：職業棒球選手
- 千千岩利幸：職業籃球選手
- 藤井將雄：職業棒球選手

演藝
- 青木光一：歌手
- 北方謙三：作家
- 西方裕之：歌手
- 村田英雄：歌手
- 山下惣一：作家
- やまだないと：漫畫家
- 西尾芳彦：作曲家、音樂製作人
- 中島淳一：畫家
- 西村純二：動畫導演

軍人
- 市丸利之助：日本帝國海軍中將、於硫磺島之役戰死

## 外部連結
- 官方网站
- 唐津観光協会 （页面存档备份，存于）
- ニコニコ動画 国の重要文化的景観 蕨野の棚田 （页面存档备份，存于）（佐賀新聞社提供）
- 维基导游上有關唐津市（英文）的旅行指南
- OpenStreetMap上有關唐津市 (日本)的地理